# 8425 Zirankexuejijin
8425 Zirankexuejijin eller 1997 CJ29 är en asteroid i huvudbältet som upptäcktes den 14 februari 1997 av Beijing Schmidt CCD Asteroid Program vid Xinglong-observatoriet. Den är uppkallad efter en del av den kinesiska vetenskapsakademin.
Asteroiden har en diameter på ungefär 4 kilometer.